# Cymindis etrusca mediberica
Cymindis etrusca mediberica é uma subespécie de insetos coleópteros pertencente à família Carabidae.
A autoridade científica da subespécie é Jeanne, tendo sido descrita no ano de 1985.
Trata-se de uma subespécie presente no território português.